# John Nathan-Turner
John Nathan-Turner (12 de agosto de 1947 - 1 de mayo de 2002) fue el noveno productor de la longeva serie británica de ciencia ficción Doctor Who desde 1980 hasta su cancelación en 1989. Es el productor que más tiempo estuvo a cargo de la serie, y en su época el productor de Doctor Who más visible en los medios.

## Primeros años
Nacido Jonathan Turner en Birmingham, utilizó como nombre artístico su nombre Jonathan partido en dos a John-Nathan, para distinguirse de un actor que tenía el mismo nombre. Fue educado en King Edward VI Aston, donde mostró un interés temprano por la interpretación y el teatro.

## Unión a la BBC
Se unió a la BBC como floor assistant en los sesenta, y trabajó por primera vez en Doctor Who en 1969 como parte del equipo del plató en la época en la que la serie se grababa en el Estudio D de los Lime Grove Studios. Su primera historia fue The Space Pirates en 1969, en la que fue acreditado como John Turner.

### Trabajo para Graham Williams
Trabajó después como jefe de la unidad de producción a las órdenes de Graham Williams entre 1977 y 1979. Aceptó el trabajo de productor para la temporada 18, la última de Tom Baker como el protagonista, el Doctor. Después escogería a los siguientes tres actores en interpretar el papel: Peter Davison (1981-1984), Colin Baker (1984-1986) y Sylvester McCoy (1987-1989 y 1996).
La experiencia de Nathan-Turner con Graham Williams le ayudó a forjar su visión del futuro de la serie. Tenía la fuerte convicción de que mucha gente, tanto dentro del programa como entre el público, ya no se tomaba Who en serio. También existía la opinión de que Tom Baker había adquirido demasiada influencia en la dirección de la serie y que Williams no se atrevía a enfrentarse a él. Nathan-Turner, junto con el nuevo editor de guiones Christopher H. Bidmead, decidieron que Baker necesitaba ser domado y trabajar más cooperativamente. Para la primera temporada a cargo de Nathan-Turner, el antiguo productor Barry Letts volvió como productor ejecutivo, y aconsejó a Nathan-Turner en este periodo.

## Lavado de cara de la serie
Nathan-Turner decidió comenzar un lavado de cara profundo a la serie, reemplazando la sintonía original con una versión electrónica más moderna. También introdujo nuevas cabecera y secuencia de créditos, con una nueva imagen del rostro de Tom Baker (la anterior se había tomado en 1974). Contrató a la diseñadora de vestuario June Hudson para hacer un nuevo vestuario para Baker, dándole carta blanca (incluso dándole permiso para quitar la icónica bufanda si quería, aunque sólo le dio un nuevo diseño en color borgoña y púrpura). Le insistió, sin embargo, en que le añadiera signos de interrogación al vestuario. Nathan-Turner no tenía experiencia como guionista, y así, la elección de las historias las dejó a los editores de guiones. Su primera gran influencia fue la de recuperar el personaje de El Amo, y las circunstancias en las que lo haría se las dejó a Bidmead. Tras esta primera temporada de Nathan-Turner, tanto Bidmead como Letts abandonaron la serie. Letts nunca fue reemplazado en la era de Nathan-Turner, y Bidmead fue reemplazado brevemente por Anthony Root, y después más permanentemente por Eric Saward, que sería el editor de guiones durante prácticamente todos los años de Nathan-Turner.
Al final de la temporada 19, Nathan-Turner decidió que le vendría bien a la seri reutilizar antiguos personajes y villanos. Earthshock tuvo un gran éxito con el regreso de los Cybermen. La temporada 20 vio el regreso de Omega, Mara, el Guardián Negro y el Brigadier. La reutilización de villanos clásicos a veces se mostraba compleja tanto para el editor de guiones Eric Saward como para los guionistas. Nathan-Turner, sin embargo, se enfocó principalmente en generar publicidad para la serie y en conseguir a estrellas bien reconocidas. También quiso evitar utilizar directores y guionistas de periodos anteriores, entre las pocas excepciones, los directores Graeme Harper, Pennant Roberts y los escritores Terrance Dicks y Robert Holmes.

### Los fanes
Al haber servido como productor durante tanto tiempo, y al tener una personalidad mucho más pública que sus predecesores, Nathan-Turner solía ser objeto de intensa revisión por los fanes de la serie. Decisiones sobre cómo eligió a Colin Baker para el papel del Sexto Doctor (según dijo, "le vio talento para entretener en una fiesta nupcial"), y el casting de Bonnie Langford como su segunda acompañante aún son objeto de discusión entre los fanes de la serie veinte años más tarde. Su periodo coincidió con un gran aumento con la base de fanes en los Estados Unidos, gracias a las emisiones continuadas en las emisoras afiliadas a la televisión pública (PBS). Nathan-Turner se convirtió en una cara conocida entre las muchas celebridades que hicieron apariciones en la PBS cuando pedía más apoyo a Who en América.

### Cambios controvertidos
Nathan-Turner hizo un número de cambios controvertidos a la serie. En la temporada 19, destruyó el destornillador sónico en The Visitation.  (Eric Saward, autor de la historia, sólo quería quitarlo para un solo episodio, ya que pensaba que el Doctor "tenía un armario repleto de ellos"). A principios de su etapa, los directores de la BBC movieron el programa de su posición los sábados por la tarde a la del lunes y martes dos veces por semana. A pesar de un cierto grado de enfado, las audiencias no se resintieron. También ordenó la desaparición de K-9 de la serie, aunque desarrolló el piloto de K-9 and Company. Incluso decidió quitar la mítica apariencia exterior de la TARDIS de cabina de policía durante una historia, Attack of the Cybermen, aunque sus interiores, modernizados en un blanco brillante, se usaron más que nunca desde los años sesenta, para darle a los acompañantes un lugar en pantalla al que llamar hogar.
Nathan-Turner fue sin discusión el productor de la serie clásica que dio más beneficios, y su reinado fue a veces controvertido. Sus cambios al programa fueron recibidos al principio muy bien entre los fanes de la serie, a quienes extendió un grado de bienvenida sin precedente. Los editores de revistas no profesionales o fanzines pudieron hacerle entrevistas en su oficina. Aunque nunca daba detalles de historias futuras en tales conversaciones, hablaba largo y tendido de su aproximación en la producción de la serie.

#### Descenso de audiencias
Esta apertura a los fanes fue un arma de doble filo para Nathan-Turner. Mientras su mandato en la serie se alargaba, y especialmente cuando las audiencias comenzaron a caer, las críticas de los fanes hacia él se fueron intensificando. Los fanzines comenzaron a culparle de las decisiones con la serie, fuera él responsable o no. La serie fue puesta en cuarentena al final de la temporada de 1985. Para cuando regresó en septiembre de 1986, su relación profesional con Saward se estaba deteriorando rápidamente.
La falta de experiencia de primera mano de Nathan-Turner como escritor y director contribuyeron a su tendencia a ser desconfiado con el equipo a su alrededor. El antiguo director convertido en escritor Peter Grimwade había accedido a dirigir Resurrection of the Daleks, pero Nathan-Turner le despidió del trabajo, al parecer porque creía que le estaba desairando cuando no le invitó a una cena. También se enfadó cuando el director de reemplazo, Mathew Robinson, discutió un ángulo de cámara con Saward, con Nathan-Turner insistiendo en que un editor de guiones no tenía cabida en esa materia. Saward hizo grandes críticas sobre él en una entrevista para una revista nada más dejar la serie en 1986.
Sin embargo, Nathan-Turner, que tenía un gran instinto organizativo, conocía bien los modos de la BBC y solía organizar tratos para el beneficio del programa. Los que apoyan su reinado dicen que toda la culpa de la caída de la audiencia de la serie no era del productor, y que en su lugar debían echársela a la jerarquía de la BBC, los asuntos de presupuesto, los métodos de cálculos de audiencia, la decadencia de la producción propia de dramáticos, y la decisión de colocar la serie contra la popular soap opera de la ITV Coronation Street.
Tras las dificultades de la temporada 23, existía la idea de que se estaba cansando del programa. En un documental sobre el "fin" de la serie, algunos dicen que Nathan-Turner habló con la BBC de dejar la serie, pero le dijeron que, si se iba, la serie sería cancelada. Algunos dicen que, a pesar de la controversia, Nathan-Turner era probablemente el único elemento que impidió la disolución de la serie en sus tres últimas temporadas.

#### Críticas
Las críticas a la producción de Nathan-Turner en Doctor Who van desde incluir demasiadas referencias al pasado, hasta elegir actores del entretenemiento ligero. Como se mencionó, le criticaron por elegir a Bonnie Langford como acompañante: a pesar de que Langford había sido una estrella infantil en una serie de la ITV de los setenta, era más conocida como intérprete y bailarina de teatro musical. También se le criticaba que elegía a los acompañantes como "ganchos", como el personaje de Tegan Jovanka, una azafata de vuelo australiana, para que el programa tuviera más popularidad entre los espectadores de Australia. Lo mismo con el personaje americano de Peri Brown para impulsar el programa en Estados Unidos. Peter Davison había dicho que la decisión de Nathan-Turner de introducir una acompañante americana en intento de mejorar el mercado americano fue una de las razones que le motivaron a abandonar el papel, porque pensaba que era malo para la serie y porque se dio cuenta de que la serie estaba fuera de su control y no tenía voz ni voto en ninguna decisión con la que estuviera en desacuerdo. También se le criticó, en su época, por escoger a los actores Colin Baker y Sylvester McCoy a quienes algunos no consideraban adecuados para el papel. Nathan-Turner recibió críticas, incluyendo del antiguo productor Barry Letts, por introducir los signos e interrogación en el vestuario del Doctor mientras él fue el productor de la serie. Peter Davison, Colin Baker y Sylvester McCoy, todos admitieron que no les agradaba su vestuario en la serie. Particularmente recibió críticas negativas el vestuario multicolor y de mal gusto de Colin Baker.
Algunos fanes piensan que la calidad de la serie comenzó a mejorar al final hasta su cancelación en 1989, aunque las audiencias eran las más bajas de todos los tiempos. Nathan-Turner también ayudó a introducir el personaje de Ace al final de la temporada 24. Para el final de la temporada 26, Nathan-Turner ya sabía que el programa probablemente no volvería al año siguiente y pidió a Cartmel que le añadiera más peso a la conclusión de la historia final, resultando en el discurso del Doctor al final de Survival.

## TrasDoctor Who
Nathan-Turner continuó involucrado con Doctor Who en sus eventos relacionados, como las celebarciones del 20 aniversario en Longleat en 1983. Tras la cancelación de la serie en 1989, y poco antes de su muerte, siguió produciendo y escribiendo varios documentales sobre Doctor Who en video a principios de los noventa: The Hartnell Years, The Troughton Years, The Pertwee Years, The Tom Baker Years, The Colin Baker Years, Daleks: The Early Years, Cybermen: The Early Years, y una edición especial de la historia inconclusa Shada. También coescribió el especial benéfico Dimension in Time, y copresentó en BSBS 31 Who en el fin de semana de Doctor Who en 1990. Su última aportación a la serie fue en una aparición retrospectiva en el DVD de 2001 de Resurrection of the Daleks.
Tuvo mala salud el último año de su vida. Contrajo una infección y murió de fallo hepático justo un año antes del anuncio de la BBC de que la serie volvería, con nuevos episodios a partir de 2005. Le sobrevivió su pareja de muchos años, Gary Downie, un mánager de producción de Doctor Who. Downie, que murió el 19 de enero de 2006, habló en una entrevista para Doctor Who Magazine de su vida con Nathan-Turner, quien vivió durante muchos años en Londres, con una casa también en Saltdean, Brighton.

## Libros
- Doctor Who - The TARDIS Inside Out (mayo de 1985, Picadilly Press Ltd., por John Nathan-Turner e ilustrado por Andrew Skilleter, Paperback; octubre de 1985, Random House Childrens Books (library), Hardback)
- Doctor Who: The Companions (noviembre de 1986, Picadilly Press Ltd., por John Nathan-Turner e ilustrado por Stuart Hughes, Paperback; enero de 1987, Random House Childrens Books (library), Hardback)
- JN-T: The Life and Scandalous Times of John Nathan-Turner Por Richard Marson (mayo de 2013, Miwk Publishing Ltd.)] (futura biografía)